# Wiesbaden-Biebrich
Biebrich er en bydel i Wiesbaden. Indtil 1926 var Biebrich en selvstændig købstad. 
I Biebrich løber floden Rhinen.
- Wikimedia Commons har flere filer relateret til Wiesbaden-Biebrich

50°02′51″N 8°14′27″Ø / 50.0475°N 8.2408°Ø